# Liste der belgischen Militärstandorte in Deutschland

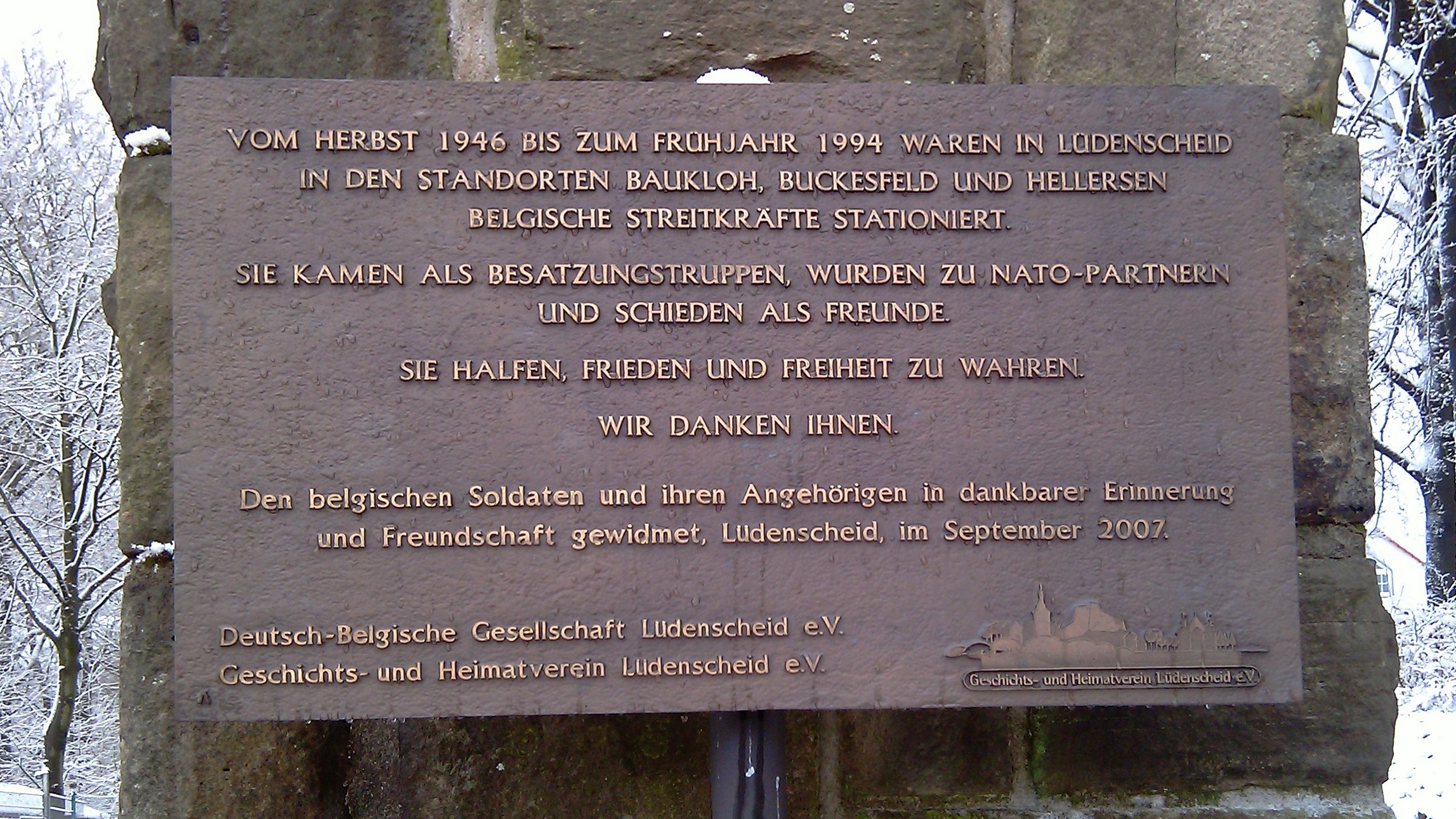
Erinnerung an die belgische Garnison in Lüdenscheid am Eingang der Flakkaserne Buckesfeld

Die Liste der belgischen Militärstandorte in Deutschland listet alle militärischen Einrichtungen belgischer Verbände in Deutschland auf. Sämtliche Standorte sind mittlerweile geschlossen. Um die Originalität zu erhalten, folgen die Ortsnamen – soweit es vertretbar erschien – den bei den belgischen Streitkräften üblichen Bezeichnungen (d. h. spätere Gemeindereformen werden nicht berücksichtigt).
Die Verbände unterstanden dem Oberkommando:
- FBA/BSD = Forces Belges en Allemagne/Belgische Strijdkrachten in Duitsland (Belgische Streitkräfte in Deutschland),[2] Köln-Weiden.

Belgische Truppen waren im Verbund mit der britischen Twenty-first Army Group am Einmarsch in Deutschland 1945 beteiligt und besetzten zunächst den Kreis Steinfurt. Ab 1946 unterstützten sie Großbritannien durch die dauerhafte Übernahme des südlichen Streifens der Britischen Zone von Aachen bis zur Weser, jedoch behielt sich das britische Oberkommando die formale Zuständigkeit vor. Das HQ befand sich 1947 zunächst in Lüdenscheid, vom 1. Dezember 1948 bis 1949 in Bonn. Mit dem Beschluss, die provisorische Hauptstadt der zu gründenden Bundesrepublik Deutschland in Bonn zu errichten, mussten die belgischen Streitkräfte ihr Hauptquartier räumen, insbesondere die Residenz des Oberbefehlshabers, die Villa Hammerschmidt, die als Dienstsitz des Bundespräsidenten vorgesehen war. Von 1949 bis zum 30. September 1996 war Köln-Weiden Standort des Oberkommandos.
1946 wurden die Truppen im I (BE) Corps mit der 1. Infanterie Division in Bad Godesberg und der 2. Infanterie Division in Neheim zusammengefasst. 1952 bestand das Korps aus drei Divisionen und neun Brigaden, von denen Teile im Heimatland stationiert waren. Belgien hatte sich in dieser Phase des Kalten Krieges verpflichtet, die unmittelbar an der Demarkationslinie liegende Stadt Kassel zu verteidigen. Die Kräfteordnung 1952:
- I (BE) Corps, Köln-Weiden
  - 1. Inf Div, Neheim
    - 1. Inf Brig, Gummersbach
    - 4. Inf Brig, Soest
    - 7. Inf Brig, Unna

  - 4. Inf Div, Lüttich (BE)
    - 10. Inf Brig, Siegburg
    - 11. Inf Brig, Tongeren (BE)
    - 12. Inf Brig, Bastogne (BE)

  - 16. Pz Div, Bensberg
    - 16. Pz Brig, Kassel
    - 17. Pz Brig, Düren
    - 18. PzBrig, Euskirchen

Die Aufstellung der Bundeswehr ab 1956 brachte auch für die belgischen Truppen Veränderungen mit sich. Die Garnisonen Unna, Hemer, Bensberg, Gummersbach und Kassel wurden an die Bundeswehr übergeben, die auch im NATO-Dispositiv den Gefechtsstreifen rechts neben den Belgiern übernahm. Die Kräfteordnung des I (BE) Corps bestand in der Folgezeit aus einer Division in Belgien mit je einer Brigade im flämischen Leopoldsburg und im wallonischen Marche-en-Famenne. Die vorgeschobene Division lag in Neheim mit einer flämischen Brigade in Soest und ihrem frankophonen Pendant in Siegen. Die Speerspitze bildete das Panzerregiment des ComRecce (Command Reconnaissance) in Arolsen.
Die Luftstreitkräfte Belgiens übernahmen zwei Abschnitte im Nike-Gürtel (Die zwei Abschnitte im Hawk-Gürtel gehörten – wie auch bei der US Army – zu den Landstreitkräften). Da die Flugabwehrraketen Nike mit nuklearen Gefechtsköpfen ausgerüstet werden konnten, bestanden US Custodial Teams bei den belgischen Verbänden in Deutschland, um das Prinzip der zwei Schlüssel zu gewährleisten. Die Atomwaffen des I (BE) Corps waren ebenfalls in der Bundesrepublik Deutschland stationiert. Das Hauptquartier Force Aérienne/Luchtmacht (Luftstreitkräfte = Nike) befand sich in Düren. Für territoriale Aspekte in Deutschland war FAé/LuM dem Stab FBA/BSD unterstellt.
Von Anfang an waren die Soldaten mit ihren Familien in Deutschland stationiert. In den Garnisonen entstanden in den fünfziger Jahren belgische Wohnsiedlungen und Primärschulen. Ein Problem war das Fehlen weiterführender Schulen, das schließlich mit der Einrichtung von zwei Gymnasien mit Internat gelöst wurde. Das Atheneum für die frankophonen Schüler entstand in Rösrath, dasjenige für die flämischen in Bensberg. Die belgische Militärpräsenz in Deutschland hatte in manchem den Anschein einer „zehnten Provinz“ in Anspielung an die damaligen neun Provinzen des Königreichs mit dem Oberbefehlshaber als Gouverneur. Köln war sein unbestrittenes Zentrum mit allen Einrichtungen des täglichen Bedarfs. Der Oberbefehlshaber residierte in Köln-Marienburg, der Club Astoria in Köln-Müngersdorf, unmittelbar nach 1945 als kanadische Anlage errichtet, war der Mittelpunkt des gesellschaftlichen Lebens. Ein Museum der Belgischen Streitkräfte in Deutschland besteht in Soest.
Der Abzug der belgischen Streitkräfte aus Deutschland wurde am 7. Juni 2002 mit einer feierlichen Zeremonie in Spich in Anwesenheit von König Albert II. und Bundespräsident Johannes Rau besiegelt. Am Abend fand ein Großer Zapfenstreich, gegeben von Verteidigungsminister Rudolf Scharping für den belgischen Verteidigungsminister André Flahaut, statt.

## Hessen
| Standort   | Liegenschaft                       | Vornutzer           | Truppenteile                       | Jahr der Auflösung | Nachnutzung | Bemerkungen                                   |
| ---------- | ---------------------------------- | ------------------- | ---------------------------------- | ------------------ | --- | --------------------------------------------- |
| Arolsen    | Caserne Sous-Lieutenant Antoine    | SS-Kaserne          | HQ ComRecce (FBA/BSD)              | 1993               | teilweise unter Denkmalschutz, Garten-, Baumarkt, Kaufhaus, Schwimmbad (Arobella-Therme) |                                               |
| Flechtdorf | FlaRak-Stellung                    |                     | C/62e Artillerie (FBA/BSD)         | 1993               | | Hawk                                          |
| Kassel     | De Gete Kazerne / Caserne La Gette | Lüttich-Kaserne     | HQ 16e Brigade 1952–1956 (FBA/BSD) | 1956               | Lüttich-Kaserne (Bundeswehr) bis 1992, 2005 Konversion zum Technologiepark Marbachshöhe, anschließend Mischnutzung;auch durch Heeresmusikkorps Kassel, Museum für Uniformgeschichte, Gewerbe, zeitweise Erstunterbringungseinrichtung für Asylbewerber | Wehrmachtskaserne 1951 von USAREUR übernommen |
| Kassel     | Noordvaart Kazerne                 | Gendarmerie-Kaserne | FBA/BSD                            | 1956               | |                                               |
| Korbach    | Claes Kazerne                      |                     | 62e Artillerie (FBA/BSD)           | 1993               | 2017 Zwangsversteigerung an eine Immobilienfirma |                                               |
| Korbach    | FlaRak-Stellung Freienhagen        |                     | D/62e Artillerie (FBA/BSD)         | 1993               | | Hawk                                          |
| Rhoden     | FlaRak-Stellung auf dem Quast      |                     | A/62e Artillerie (FBA/BSD)         | 1993               | | Hawk                                          |

## Nordrhein-Westfalen
| Standort             | Liegenschaft                                                        | Vornutzer                                              | Truppenteile                                                                            | Jahr der Auflösung | Nachnutzung | Bemerkungen |
| -------------------- | ------------------------------------------------------------------- | ------------------------------------------------------ | --------------------------------------------------------------------------------------- | ------------------ | --- | --- |
| Aachen               | Caserne Namur                                                       | Caserne Steenstraete                                   | FBA/BSD                                                                                 | 1961               | Theodor-Körner-Kaserne (Bundeswehr)                                                                                     | |
| Aachen               | Caserne Steenstraete                                                | Wehrmacht                                              | FBA/BSD                                                                                 | 1952               | Caserne Namur | Umbenennung |
| Aachen               | Caserne/Camp Gabrielle Petit                                        |                                                        | FBA/BSD                                                                                 | 1992               | Bebauungsplan 2012: Photovoltaikanlage, Renaturierung                                                                   | auch als Camp Hitfeld bezeichnet                                                                                       |
| Aachen               | Caserne Sous-Lieutenant Pirotte / Camp Pirotte                      |                                                        | HQ 6e Brigade 1946–1972, Logistikbrigade (FBA/BSD)                                      | 1994               | 2006 Kauf durch die Stadt Aachen, 2012 Abriss und Sanierung zum Gewerbepark Brand                                       | |
| Aachen               | Caserne Ronsele Kazerne                                             | Wehrmacht                                              | FBA/BSD                                                                                 | 1961               | Dr.-Leo-Löwenstein-Kaserne (früher: Gallwitz-Kaserne) (Bundeswehr)                                                      | |
| Aachen               | Caserne Tabora Kazerne                                              | Wehrmacht                                              | FBA/BSD                                                                                 | 1961               | Lützow-Kaserne (Bundeswehr)                                                                                             | |
| Altenrath            | Camp Major Legrand Kamp                                             |                                                        | 17e Rijdende Artillerie, 2e Gidsen (FBA/BSD)                                            | 1992               | ab 2012 Renaturierung geplant                                                                                           | Truppenübungsplatz Wahner Heide                                                                                        |
| Arnsberg             | Caserne Reigersvliet Kazerne                                        | Jäger-Kaserne (Wehrmacht)                              | 4e Chasseurs à Cheval (FBA/BSD)                                                         | 1994               | 2000 Abriss der Kaserne, anschl. Wohnbebauung                                                                           | |
| Attendorn            | Kaserne Heggener Weg (Neubau 1956)                                  |                                                        | 100 und 101 Cie KWM/RAV (FBA/BSD)                                                       | 1980               | Jugendzentrum, Wohngebäude weiter genutzt, Unterkunft des THW Ortsverbandes Attendorn                                   | |
| Bad Driburg          | FlaRak-Stellung Hausheide                                           |                                                        | D/43e Artillerie (FBA/BSD)                                                              | 1993               | | Hawk |
| Bad Driburg          | BOC Rheder                                                          |                                                        | 43e Artillerie (FBA/BSD)                                                                | 1993               | | Hawk |
| Bad Driburg          |                                                                     |                                                        | HQ 2e Brigade 1949–1952 (FBA/BSD)                                                       | 1995               | | |
| Bad Godesberg (Bonn) |                                                                     |                                                        | HQ 1e Division 1946–1950 (FBA/BSD)                                                      | 1950               | | |
| Bedburg              | FlaRak-Stellung Kaster                                              |                                                        | 53 Sqn/13e Wing (FAé/LuM)                                                               | 1983               | | Nike. Nukleare Verwahrung durch US Custodial Team Kaster                                                               |
| Bensberg             | Burkel Kazerne                                                      |                                                        | HQ 16e Division 1952–1972 (FBA/BSD)                                                     | 1995               | 2014 abgerissen, anschl. Wohnbebauung geplant                                                                           | |
| Bensberg             | Caserne Dixmude / Kazerne Dixmuide                                  | Schloss Bensberg                                       | HQ 2e Brigade 1946–1949 (FBA/BSD)                                                       | 1995               | | |
| Bensberg             | Schloss Bensberg                                                    |                                                        | Koninklijk Atheneum                                                                     | 1995               | seit 1997 Hotel | Gymnasium in niederländischer Sprache                                                                                  |
| Bergisch Gladbach    | Walcheren Kazerne                                                   | Wehrmacht                                              | FBA/BSD                                                                                 | 1956               | Hermann-Löns-Kaserne (Bundeswehr) bis 1996, ab 2010 Kleingewerbe, Wohnbebauung                                          | |
| Beverungen           | FlaRak-Stellung Tietelsen                                           |                                                        | A/43e Artillerie (FBA/BSD)                                                              | 1993               | | Hawk |
| Blankenheim          | FlaRak-Stellung Mülheim                                             |                                                        | 51 Sqn/13e Wing (FAé/LuM)                                                               | 1989               | | Nike. Nukleare Verwahrung durch US Custodial Team Blankenheim                                                          |
| Bonn                 | Lombardsijde Kazerne                                                | Kaserne Duisdorf (Wehrmacht)                           | HQ 1e Brigade 1946–1949 (FBA/BSD)                                                       | 1949               | Abteilung Personal (Bundeswehr)                                                                                         | |
| Brakel               | Maenhout Kazerne                                                    |                                                        | 43e Artillerie (FBA/BSD)                                                                | 1994               | Weiternutzung (Wohngebäude, Kindergarten, Kino) Konversion zu Altenpflegeheim/-wohnungen, Gewerbe, Generationenpark     | Hawk |
| Brakel               | FlaRak-Stellung Bosseborn                                           |                                                        | B/43e Artillerie (FBA/BSD)                                                              | 1993               | | Hawk |
| Büren                | Caserne Cortemarck / Kortemark Kazerne                              | Stöckerbusch-Kaserne                                   | 13e Artillerie (FBA/BSD)                                                                | 1993               | 1994-2015 JVA, dann Unterbringungseinrichtung für Ausreisepflichtige Büren                                              | Nukleare Verwahrung durch US Custodial Team, Depot für alle Nike Stellungen (Belgien, Niederlande, deutsche Luftwaffe) |
| Drove bzw. Thum      | FlaRak-Stellung                                                     |                                                        | 50 Sqn/13e Wing (FAé/LuM)                                                               | 1991               | | Nike. Nukleare Verwahrung durch US Custodial Team Düren                                                                |
| Düren                | Camp Général Bastin                                                 |                                                        | HQ 17e Brigade 1952–1972 (FBA/BSD)                                                      | 1979               | „Automeile“, Gewerbegebiet (Auto, Baumarkt)                                                                             | Teil von Caserne Edith Cavell, südl. angrenzend gelegen                                                                |
| Düren                | Camp Bodart                                                         |                                                        | HQ 13e Wing (FAé/LuM)                                                                   | 1991               | Bebauungsplan 2017: Photovoltaikanlage                                                                                  | |
| Düren                | Caserne Edith Cavell                                                |                                                        | FBA/BSD                                                                                 | 1991               | Neuwagenlogistikpark („Automeile“)                                                                                      | |
| Düren                | Handzaeme Kazerne / Caserne Handzame                                | Panzer-Kaserne (Wehrmacht)                             | FBA/BSD                                                                                 | 1980               | Heimatschutzkommando 15 (Bundeswehr) bis 1997, dann Gewerbegebiet                                                       | |
| Erle-Schermbeck      | FlaRak-Stellung Schermbecker Wald                                   |                                                        | 57 Sqn/9e Wing (FAé/LuM)                                                                | 1983               | | Nike. Nukleare Verwahrung durch US Custodial Team, 1975 Übernahme der Stellung von den Niederlanden                    |
| Erwitte              | Caserne Tervaete Kazerne                                            | NS-Schulungsburg                                       | FBA/BSD                                                                                 | 1956               | Graf-Landsberg-Kaserne (Bundeswehr) bis 1970, dann privatisiert (Gewerbe, Hotel)                                        | |
| Eschweiler           | Quartier Reine Astrid / Kwartier Koningin Astrid                    |                                                        | Versorgungstruppe (FBA/BSD)                                                             | 1995               | Naherholungsgebiet | Probsteierwald |
| Eschweiler           | Zeebrugge Kazerne                                                   |                                                        | FBA/BSD                                                                                 | 1957               | Donnerberg-Kaserne (Bundeswehr)                                                                                         | |
| Essentho             | Quartier Jonet                                                      |                                                        | 62e Artillerie (FBA/BSD)                                                                | 1994               | ab 1999 Umbau zum Wohngebiet, Gewerbebetriebe, Freizeiteinrichtung Baptistengemeinde                                    | Hawk |
| Essentho             | FlaRak-Stellung Oesdorf                                             | B/62e Artillerie (FBA/BSD)                             |                                                                                         | 1993               | | Hawk |
| Essentho             | BOC Essentho                                                        | 62e Artillerie (FBA/BSD)                               |                                                                                         | 1993               | | Hawk |
| Euskirchen           | Caserne Loncin                                                      | InfRgt 116 (1913), MG-Kaserne (Wehrmacht)              | HQ 18e Brigade 1952–1972 (FBA/BSD)                                                      | 1983               | Gen.Major Frhr. von Gersdorff-Kaserne (Bundeswehr), u. a. ZGeoBW, Zentrum für Cybersicherheit                           | |
| Euskirchen           | Caserne Selzaete Kazerne                                            | Funk-Kaserne (Wehrmacht)                               | FBA/BSD                                                                                 | 1969               | Mercator-Kaserne (Bundeswehr)                                                                                           | |
| Euskirchen           | FlaRak-Stellung Billiger Wald                                       |                                                        | 52 Sqn/13e Wing (FAé/LuM)                                                               | 1983               | | Nike. Nukleare Verwahrung durch US Custodial Team                                                                      |
| Frechen              | Camp Bachem                                                         |                                                        | FBA/BSD                                                                                 | 1992               | 2017 weiterhin Leerstand                                                                                                | |
| Grefrath             | FlaRak-Stellung Hinsbeck-Müllem                                     |                                                        | 56 Sqn/9e Wing (FAé/LuM)                                                                | 1990               | | Nike. Nukleare Verwahrung durch US Custodial Team Grefrath                                                             |
| Grefrath             | Caserne de bataillon Hinsbeck                                       |                                                        | HQ 9e Wing (FAé/LuM)                                                                    | 1991               | 2011 Verkauf an eine Immobiliengesellschaft, bis (mind.) 2016 Leerstand, Fahrzeughallen an DRK vermietet                | |
| Gummersbach          | Pionierdepot                                                        |                                                        | HQ 1e Brigade 1952–1956 (FBA/BSD)                                                       | 1956               | | |
| Hemer                | Caserne Ardennes                                                    | Stammlager VI A sowie Panzerkaserne (Wehrmacht)        | FBA/BSD                                                                                 | 1956               | Jüberg-Kaserne (Bundeswehr), 1964 in Blücher-Kaserne umbenannt, 2007 aufgelöst, 2010 Teil des Landesgartenschaugeländes | |
| Kapellen             | FlaRak-Stellung Vockrather Höhe, Raketenstation Hombroich           |                                                        | 55 Sqn/9e Wing (FAé/LuM)                                                                | 1985               | Kulturprojekt Stiftung Insel Hombroich                                                                                  | Nike. Nukleare Verwahrung durch US Custodial Team                                                                      |
| Köln-Dellbrück       | Caserne Moorslede Kazerne                                           | Flak-Kaserne (Wehrmacht)                               | HQ Artilleriekommando (FBA/BSD)                                                         | 1992               | Zollkriminalamt, Gewerbe                                                                                                | Nukleare Verwahrung durch US Custodial Team                                                                            |
| Köln-Ehrenfeld       | Ottostr. 85                                                         | Israelitisches Asyl (bis 1942)                         | Hôpital Militaire / Militairziekenhuis (FBA/BSD)                                        | 1998               | ab 2003 Jüdisches Wohlfahrtszentrum                                                                                     | |
| Köln-Lindenthal      | Cantine Militaire Centrale (CMC)                                    | Eupener Straße                                         | FBA/BSD                                                                                 | 2002               | | Einkaufszentrum |
| Köln-Longerich       | Caserne Lieutenant Général Leman / Luitenant Generaal Leman Kazerne | Motorsportschule oder Lüttich-Kaserne (Wehrmacht)      | FBA/BSD                                                                                 | 1957               | Lüttich-Kaserne (Bundeswehr)                                                                                            | |
| Köln-Niehl           | Caserne Holm Kazerne                                                |                                                        | FBA/BSD                                                                                 | 1960               | | |
| Köln-Niehl           | Hafen Niehl                                                         | Escadrille du Rhin/Rijnescadrille                      | Force Navale/Zeemacht                                                                   | 1960               | | Rheinflottille 1953–1960, Flaggschiff Korvette „Libération/Bevrijding“                                                 |
| Köln-Ossendorf       | Caserne Klerken Kazerne                                             | Flak-Kaserne (Wehrmacht)                               | FBA/BSD                                                                                 | 1995               | Wohngebiet „Ossendorfpark“                                                                                              | |
| Köln-Ossendorf       | Flughafen Köln-Butzweilerhof                                        |                                                        | Heeresflieger (FBA/BSD), parallel mit Bundeswehr                                        | 1995               | erhaltene Gebäude unter Denkmalschutz, Luftfahrtmuseum, Gewerbe-/Büropark mit Medienzentrum                             | |
| Köln-Weiden          | Caserne Witte-de-Haelen Kazerne                                     | Etzel Kaserne (Wehrmacht)                              | HQ I (BE) Corps, HQ FBA/BSD                                                             | 1996               | Wohngebiet „Stadtwaldviertel“                                                                                           | |
| Köln-Weiden          | Caserne Sous-Lieutenant Schmitz Kazerne                             |                                                        | FBA/BSD                                                                                 | 1998               | | |
| Köln-Westhoven       | Caserne Adjudant Brasseur                                           | Unverzagt-Kaserne (Wehrmacht)                          | 3e Genie (FBA/BSD)                                                                      | 1995               | Naherholungsgebiet, z. T. Gewerbe                                                                                       | |
| Köln-Westhoven       | Caserne Nieuport / Nieuwpoort Kazerne                               | Mudra-Kaserne (Wehrmacht)                              | 68e Genie, 15e Génie (FBA/BSD)                                                          | 1961               | Mudra-Kaserne (Bundeswehr) mit PersABw                                                                                  | |
| Köln-Westhoven       | Caserne Passendale / Passchendaele Kazerne                          | Neue Kaserne (Wehrmacht)                               | 1e Genie (FBA/BSD)                                                                      | 1998               | LVR-Klinik für forensische Psychiatrie                                                                                  | |
| Lüdenscheid          | Kaserne Hellersen (Panzerreparaturwerkstatt)                        |                                                        | FBA/BSD                                                                                 | 1994               | | |
| Lüdenscheid          | Caserne Commandant Glaser Kazerne                                   | Wehrmacht                                              | FBA/BSD                                                                                 | 1992               | | |
| Lüdenscheid          | IJzer Kazerne / Caserne Yser                                        | Weißenburg- oder Kaserne Baukloh (Wehrmacht)           | 2e Jagers te Paard (FBA/BSD)                                                            | 1992               | | |
| Lüdenscheid          | De Leie Kazerne / Caserne la Lys                                    | Flakkaserne Buckesfeld (Wehrmacht)                     | 2e Artillerie (FBA/BSD)                                                                 | 1994               | | |
| Merzbrück            | Flugplatz Aachen-Merzbrück 18. ESC LtAvn                            |                                                        | Heeresflieger (FBA/BSD)                                                                 | 1995               | Verkehrslandeplatz | |
| Neheim               | Caserne Capitaine Loquet / Camp Capitaine Loquet                    |                                                        | HQ 2e Division 1946–1952, HQ 1e Division 1952–1972, HQ 16e Division 1972–1990 (FBA/BSD) | 1990               | | Militärgericht |
| Nideggen             | FlaRak-Stellung                                                     |                                                        | 50 Sqn/13e Wing (FAé/LuM)                                                               | 1991               | | Nike. Nukleare Verwahrung durch US Custodial Team Düren                                                                |
| Rheinbach            | Ieper Kazerne / Caserne Ypres                                       |                                                        | FBA/BSD                                                                                 | 1957               | Tomburg-Kaserne (Bundeswehr)                                                                                            | |
| Rösrath              | Haus Venauen                                                        |                                                        | Athénée Royal                                                                           | 2003               | 2012 Umbau in Eigentumswohnungen                                                                                        | Gymnasium in französischer Sprache 1950–2003                                                                           |
| Siegburg             | Camp de Vinckt / KampVinkt                                          | Brückberg-Kaserne (Wehrmacht)                          | HQ 10e Brigade 1952–1955 (FBA/BSD)                                                      | 1955               | Brückberg-Kaserne (Bundeswehr)                                                                                          | Wachbataillon der Bundeswehr                                                                                           |
| Siegen               | Caserne Gilbert                                                     | Heeres-Verpflegungslager Schemscheid (Wehrmacht)       | FBA/BSD                                                                                 | 1994               | | |
| Siegen               | Caserne Pepinster                                                   | Herzog-Ferdinand- oder Wellersberg-Kaserne (Wehrmacht) | 2e Carabiniers Cyclistes (FBA/BSD)                                                      | 1994               | | |
| Siegen               | Caserne Colonel Bremer                                              | Heidenberg-Kaserne (Wehrmacht)                         | 1er Guides (FBA/BSD)                                                                    | 1995               | | |
| Siegen               | Caserne Bricart                                                     | Heidenberg-Kaserne (Wehrmacht)                         | (2e Chasseurs à Pied (FBA/BSD))                                                         | 1994               | | |
| Siegen               | Caserne Normandie                                                   | Graf-Johann-Kaserne (Wehrmacht)                        | HQ 16e Brigade 1972–1995 (FBA/BSD)                                                      | 1995               | | |
| Siegen               | Caserne Ste. Margaretha Hauthem                                     |                                                        | Bataljoen Bevrijding (FBA/BSD)                                                          | 1995               | | |
| Soest                | Caserne Colonel BEM Adam / Kazerne Kolonel SBH Adam                 | Offizier-Lager (Oflag)                                 | HQ 3e Brigade 1946–1952, HQ 4e Brigade 1952–1994, 9e Linie (FBA/BSD)                    | 1994               | teilweise abgerissen, teils zu Wohnzwecken umgebaut                                                                     | |
| Soest                | Doyen Kazerne / Camp Doyen Kamp                                     | Depot Niederbergheimer Straße (Wehrmacht)              | FBA/BSD                                                                                 | 1994               | | |
| Soest                | Kanaal van Wessem Kazerne / Caserne Canal de Wessem                 | Bleidorn-Kaserne (Wehrmacht)                           | 4L - 4.Lanciers (Pz. Rgt.) (FBA/BSD), 6A - 6. Artillerie (FBA/BSD)                      | 1994               | Zentrale Unterbringungs-Einrichtung (ZUE) des Malteser Hilfsdienstes, Eröffnung 2021 vorgesehen                         | |
| Soest                | Caserne Namur / Namen Kazerne                                       | Metzer Kaserne (Wehrmacht)                             | 1e Grenadiers (FBA/BSD)                                                                 | 1995               | | |
| Soest                | Rumbeke Kazerne                                                     | Argonner Kaserne                                       | 5 Li - 5. Li(nie Infanterie-Regiment) (FBA/BSD)                                         | 1992               | von Fachhochschule Südwestfalen genutzt                                                                                 | |
| Soest                | Steenstrate Kazerne                                                 | Metzer Kaserne (Wehrmacht)                             | 1 Gr (1. Grenadiers, Inf.-Reg) (FBA/BSD)                                                | 1991               | abgerissen, heute Wohnsiedlung                                                                                          | |
| Soest                | Krankenhaus                                                         |                                                        | MH1 - Militair Hospitaal 1 (FBA/BSD)                                                    | 1995               | | |
| Spich                | Caserne Lieutenant Coppens / Luitenant Coppens Kazerne              | Vlaanderen Kamp / Camp Flandres                        | 14e Artillerie, 35A (FBA/BSD)                                                           | 2002               | | |
| Spich                | Caserne Deschepper Kazerne                                          | Vlaanderen Kamp / Camp Flandres                        | 3e Lanciers, HQ Brigade 1994–2002 (FBA/BSD)                                             | 2002               | | |
| Spich                | Knesselare Kazerne / Caserne Knesselaere                            | Vlaanderen Kamp / Camp Flandres                        | 1e Karabiniers Wielrijders (FBA/BSD)                                                    | 2002               | | |
| Troisdorf            | Cantine Militaire Centrale (CMC)                                    |                                                        | FBA/BSD                                                                                 | 2002               | | Einkaufszentrum |
| Unna                 | Camp Lieutenant Holm                                                |                                                        | HQ 7e Brigade 1952–1956 (FBA/BSD)                                                       | 1956               | | |
| Unna                 | Caserne Houthulst Kazerne                                           | Wehrmacht                                              | FBA/BSD                                                                                 | 1956               | Glückauf-Kaserne (Bundeswehr)                                                                                           | |
| Unna                 | Caserne Liège / Luik Kazerne                                        | Flak-Kaserne (Wehrmacht)                               | FBA/BSD                                                                                 | 1956               | Hellweg-Kaserne (Bundeswehr) bis 1998, Umbau zum Wohngebiet                                                             | |
| Vogelsang            | Camp Vogelsang                                                      | NS-Ordensburg Vogelsang                                | FBA/BSD                                                                                 | 2006               | NS-Dokumentationszentrum, Verwaltung Nationalpark Eifel, Rotkreuz-Museum vogelsang ip, Flüchtlingsunterkunft u. a.      | NATO-Truppenübungsplatz bis 2006                                                                                       |
| Werl                 | Caserne Houthulst Kazerne                                           | Fliegerhorst Werl                                      | 3e Artillerie (FBA/BSD) 20e Artillerie (FBA/BSD)                                        | 1995               | | Lance. Nukleare Verwahrung durch US Custodial Team.                                                                    |
| Werl                 | Laarne Kazerne / Caserne Laerne                                     |                                                        | 4e Compagnie Materiaal (FBA/BSD) 95e Compagnie Maintenance Hawk-Lance (FBA/BSD)         | 1995               | | |
| Willebadessen        | FlaRak-Stellung Hirschstein                                         |                                                        | C/43e Artillerie (FBA/BSD)                                                              | 1993               | | Hawk |
| Xanten               | FlaRak-Stellung Sonsbecker Berg                                     |                                                        | 54 Sqn/9e Wing (FAé/LuM)                                                                | 1989               | | Nike. Nukleare Verwahrung durch US Custodial Team                                                                      |

## Abkürzungen
| Abkürzung | Text                                  |
| --------- | ------------------------------------- |
| BAOR      | British Army of the Rhine             |
| BOC       | Battalion Operations Center           |
| BSD       | Belgische Strijdkrachten in Duitsland |
| CMC       | Cantine Militaire Centrale            |
| ComRecce  | Commando Reconnaissance               |
| FAé       | Force Aérienne                        |
| FBA       | Forces Belges en Allemagne            |
| HQ        | Headquarters                          |
| LuM       | Luchtmacht                            |
| NATO      | North Atlantic Treaty Organisation    |
| RAF       | Royal Air Force                       |
| Sqn       | Squadron                              |
| RAFG      | Royal Air Force Germany               |
| USAFE     | United States Air Force in Europe     |
| USAREUR   | United States Army in Europe          |